# Bunchosia
Bunchosia es un género de plantas con flores con 131 especies perteneciente a la familia Malpighiaceae. Es originario de América. 

## Descripción
Son árboles o arbustos. Las hojas generalmente con glándulas en la superficie abaxial de la lámina. Las inflorescencias  son axilares con pedicelos pedunculados o sésiles. Los pétalos son de color amarillo limón o blanquecinos. El fruto es  indehiscente, es una baya. 

## Taxonomía
El género fue descrito por Louis Claude Marie Richard ex Carl Sigismund Kunth y publicado en Annales du Museúm d'Histoire Naturelle 18: 481 en el año 1811. La especie tipo es Bunchosia glandulosa (Cav.) DC..
Citología
El número de cromosomas : n = 20 ( W. Anderson, 1993 [pdf] . Lombello Forni y Martins -(2002, P. 242 [pdf] ) informó 2n = 60 para B. armeniaca; WR Anderson no ha tenido la oportunidad de comprobar la identidad de su validez.

## Especies seleccionadas
| - Bunchosia acuminata - Bunchosia acutifolia - Bunchosia angustifolia - Bunchosia anomala - Bunchosia apiculata - Bunchosia argentea - Bunchosia armeniaca (Cav.) DC., llamada cansaboca, cirolero de fraile o ciruelo en Perú - Bunchosia articulata - Bunchosia baitiensis - Bunchosia berlinii | - Bunchosia cauliflora W.R.Anderson - Bunchosia glandulifera (Jacq.) Kunth, llamada cirolero de fraile o ciruelo en Caracas - Bunchosia glandulosa (Cav.) DC., llamada xocot en Nicaragua y cirolero de montaña o ciruelo en Perú - Bunchosia hartwegiana Benth. - Bunchosia jamaicensis Urb. & Nied. - Bunchosia linearifolia P.Wilson - Bunchosia mcvaughii W.R.Anderson - Bunchosia nitida (Jacq.) A.Rich, llamada abrán-de-costa en Cuba - Bunchosia praecox W.R.Anderson - Bunchosia tutensis Dobson |